# Nova vas, Maribor
Nova vas je mestna četrt v Mestni občini Maribor.
Pred drugo svetovno vojno je bila Nova vas primestno naselje.
Po številu prebivalcev (dobrih 10.000) spada danes med večje mestne četrti Mestne občine Maribor, po površini pa je najmanjša. 
V njej ni industrijskih objektov.

## Zgodovina
Začetki izgradnje Nove vasi segajo v 70-ta leta 20. stoletja, ko je bil sprejet zazidalni načrt za projekt Maribor-jug in se je mesto začelo intenzivno širiti proti Pohorju. 
Novo vas lahko glede na leto izgradnje delimo na dva dela. Prvo je bil pozidan vzhodni del, ki ga imenujemo Nova vas I, v drugi fazi pa so bile pozidane še soseske na zahodnem delu, ki jih imenujemo Nova vas II. Meja med obema deloma poteka po Radvanjski cesti. 

## Geografija
Število prebivalcev se že več let zmanjšuje (izjema je leto 2009). Leta 2000 je bilo prijavljenih 12.600 prebivalcev, leta 2012 pa le 10.391.
Površina mestne četrti Nova vas je 1.002.224 m². Obseg mestne četrti Nova vas je 4233 m.

## Zanimivosti
Na območju Mestne četrti Nova vas delujejo: Društvo tabornikov Ljubo Šercer, Četrtna organizacija Rdečega križa Nova vas, krajevno združenje borcev za vrednote narodnoosvobodilnega boja Ivan Zagernik, krajevno združenje borcev za vrednote narodnoosvobodilnega boja Franc Rozman Stane, krajevno združenje borcev za vrednote narodnoosvobodilnega boja Dušan Kveder in KUD Nova vas.
Mestna četrt Nova vas se ponaša s poligonom BMX pri OŠ Tabor I, ter s poligonom za skejtanje pri OŠ Leona Štuklja.

## Praznik
Mestna četrt Nova vas je prvič praznovala svoj krajevni praznik 29. maja 1999. Tega dne so izpeljali tek po mejah mestne četrti, na športnih igriščih pri OŠ Tabor I pa so potekala tekmovanja v tenisu, ulični košarki, odbojki in malem nogometu. V popoldanskem času pa je bila proslava z bogatim kulturnim programom, podelitvijo priznanj, govorom župana Mestne občine Maribor in predsednika sveta Mestne četrti.
Poleg krajevnega praznika mestna četrt ima še spominska dneva, 9. aprila na Dušana Kvedra in 25. oktobra na Ivana Zagernika.

## Povezava
- http://www.maribor.si/podrocje.aspx?id=1332